# 塔坡庙和井
塔坡庙和井，位于中国广东省佛山市禅城区福宁路塔坡街1号。1998年4月30日，列入佛山市文物保护单位。
塔坡庙庙址原为东晋“经堂”旧址；唐代，在此处建经堂寺，后于明初被毁。清嘉庆年间，在此建东岳庙，又名塔坡庙。塔坡庙前有一口水井，始建于唐。